# Clostridien
Clostridien (vom lateinischen Gattungsnamen Clostridium, von griechisch κλωστήρ, „Spindel“) sind grampositive, obligat anaerobe, sporenbildende Bakterien aus der Familie der Clostridiaceae. Die Endosporen sind hitzeresistent und können in siedendem Wasser viele Stunden, einige bei 110 °C etwa eine Stunde, überleben. Clostridien können sich, mit Ausnahme von C. perfringens, mit peritrich angeordneten Geißeln aktiv bewegen.
Die Bakterien sind sogenannte Umweltkeime und kommen überall (ubiquitär) vor, vor allem in Böden und im Verdauungstrakt (insbesondere als Normalflora im Darm) von höheren Lebewesen. Sie gelangen durch Staub- und Erdpartikel auch in Lebensmittel, wo sie zu ernsthaften Problemen führen können (s. unten).
In der Gattung der Clostridien befinden sich sowohl Krankheitserreger (pathogene Keime) als auch apathogene Arten, die zum Teil in der Biotechnologie eingesetzt werden. Unter den pathogenen Arten sind vor allem Clostridium botulinum (verursacht Botulismus) und Clostridium tetani (verursacht Tetanus [Wundstarrkrampf]) zu nennen. Andere Arten rufen Gasbrand, Bradsot, Rauschbrand und Labmagenpararauschbrand hervor.
Clostridioides difficile (vorher Clostridium difficile, verursacht Dickdarmentzündung, die sogenannte pseudomembranöse Kolitis) und Clostridioides mangenotii (vorher Clostridium mangenotii) gehören nicht mehr zur Gattung der Clostridien, sondern zur Gattung Clostridioides („Clostridienartige“) in der Familie Peptostreptococcaceae.
Unter dem Aspekt ihrer bevorzugten Energiequelle können Clostridien in drei große Gruppen eingeteilt werden:
1. Proteolytische Clostridien: Spaltung von Eiweißen und/oder paarweise Umsetzung von Aminosäuren
2. Harnsäure-spaltende Clostridien, z. B. C. acidi-urici
3. Saccharolytische Clostridien: Vergärung von Kohlenhydraten (Zucker, Zellulose, Stärke)

Hauptgärungsprodukte der saccharolytischen Clostridien sind Buttersäure, Aceton, Butanol, Kohlenstoffdioxid und molekularer Wasserstoff (H2).

## Biotechnische Bedeutung

### Produktion organischer Lösemittel
Clostridium acetobutylicum ist in der Lage, Zucker zu den Lösemitteln Aceton, 1-Butanol, Ethanol und zu den organischen Säuren Essigsäure und Buttersäure zu vergären. Das Bakterium wurde bis Mitte des 20. Jahrhunderts mit der Aceton-Butanol-Ethanol-Gärung zur biotischen Produktion der genannten organischen Lösemittel im industriellen Maßstab genutzt.
Erstmals beschrieben wurde es von dem Chemiker Chaim Weizmann, dem späteren ersten Präsidenten des Staates Israel.

### Produktion weiterer organischer Verbindungen
Zahlreiche weitere Clostridienarten werden für die biotechnologische Produktion von verschiedenen Produkten eingesetzt bzw. werden als potenzielle Produzenten erforscht, unter anderem das für die Synthesegas-Fermentation nutzbare Clostridium ljungdahlii. C. ljungdahlii ist des Weiteren ein Modellorganismus für die Erforschung von acetogenen Bakterien. Bei der Acetogenese wird durch den reduktiven Acetyl-CoA-Weg (Wood-Ljungdahl-Weg) Kohlenstoffdioxid (CO2) fixiert und als Elektronenakzeptator genutzt. Als Endprodukt wird (u. a.) Essigsäure (Acetat) gebildet. Die Acetogenese läuft unter anaeroben Bedingungen ab und ist evolutionär der älteste Stoffwechselweg der CO2-Fixierung. Der Stoffwechselweg tritt bei verschiedenen Bakteriengattungen auf, neben Clostridium sind z. B. Acetobacterium woodii, Acetonema, Butyribacterium methylotrophicum, Eubacterium und Oxobacter pfennigii zu nennen.
C. carboxidivorans und C. drakei sind von Interesse, da sie auch Alkohol (Ethanol) und Butanol produzieren. Die erstgenannte Art kann auch Hexanol und Capronsäure (Hexanoat) bilden. Clostridium beijerinckii wird zu der Produktion von Isopropanol, Butanol und Ethanol (IBE) eingesetzt.

### Clostridien in der Landwirtschaft
Clostridien sind in Böden weit verbreitet. Saccharolytische Clostridien (nicht jedoch Vertreter der übrigen Clostridiengruppen) sind in der Lage, molekularen Stickstoff (N2) zu reduzieren und somit zu fixieren. Sie werden deshalb als diazotroph bezeichnet und sind damit natürliche Düngerproduzenten im Erdboden. Aktivster N2-Fixierer der Gattung ist Clostridium pasteurianum in anoxischen Sedimenten.
In der Ausgabe 10/2005 des dlz-Agrarmagazins wird vor der Aufschaukelung von Clostridien in landwirtschaftlichen Biogasanlagen (Co-Vergäranlagen) gewarnt. In solchen Anlagen werden Gülle aus der Tierhaltung und Grünabfälle von Kommunen, Gewerbe und Industrie in der Regel bei unter 40 °C anaerob vergoren. In diesem Prozess fänden Clostridien beste Vermehrungsbedingungen. Die Autorin empfiehlt, Gärsubstrate einzupflügen und nicht auf Grünflächen aufzubringen. Mit dem Einsatz von „effektiven Mikroorganismen“ soll zudem die Aufschaukelung reduziert werden.
Die Landwirtschaftskammer NRW hat bezüglich Clostridien und Biogasgülle vor „Panikmache“ gewarnt. Eine Vermehrung des häufig als problematisch genannten Bakteriums Clostridium perfringens sei bislang nicht festgestellt worden. In Übereinstimmung mit der Bayerischen Landesanstalt für Landwirtschaft wird jedoch vor der Ausbringung von Fleischfresserkot und Guano (Vogeltrockenkot) gewarnt, weil darin einhunderttausendmal mehr krankheitserregende Bakterien vom Typ Clostridium perfringens vorkommen als im Kot von Pflanzenfressern. Hier liegt die Keimzahl bei 100 – 10000 pro 1 ml. In der Ausbringung von Gärresten aus Biogasanlagen auf Futterpflanzen und Weiden könnte sich eventuell eine Gesundheitsgefahr ergeben, wenn diese Produkte eingesetzt werden.
Auch die Gefahr von Botulismus, die von Clostridium botulinum ausgeht, soll eingeschränkt werden: So dürfen in NRW Geflügelexkremente nur auf Ackerland und in Biogasanlagen eingesetzt werden, jedoch nicht auf Grünland und Feldgrasflächen ausgebracht werden.
Dass käsereischädliche Clostridien mit Biogasanlagen in Zusammenhang gebracht werden können, erscheint unwahrscheinlich: Die Erfahrungen mit zwei Betrieben in NRW über 8 Jahren zeigen sogar eine besonders niedrige Belastung.

## Medizinische Bedeutung

### Lebensmittelverderber oder -vergifter
- C. botulinum – Lebensmittelvergifter
- C. butyricum – Lebensmittelverderber
- C. estertheticum – Lebensmittelverderber, besonders gekühltes Fleisch
- C. pasteurianum – Lebensmittelverderber
- C. perfringens – Lebensmittelvergifter
- C. putrefaciens – Lebensmittelverderber
- C. sporogenes – Lebensmittelverderber
- C. tyrobutyricum – Lebensmittelverderber, besonders in Hartkäsen

Insbesondere Clostridium perfringens ist bekannt für die Auslösung einer durch kontaminierte Lebensmittel verursachten Enteritis. Clostridium-Endosporen können wegen ihrer ausgeprägten Resistenz gegen hohe Temperaturen bei der Sterilisation von Dosenkonserven bei unzureichender Erhitzung überleben. Sie keimen während der Lagerung der Konserven aus und die Clostridien vermehren sich darin, da sie für ihren Stoffwechsel keinen Sauerstoff benötigen (sie sind obligat anaerob). Ihr Stoffwechsel führt zum Verderb der Konserven: Das Konservengut wird zersetzt, es bilden sich unangenehm riechende und schmeckende Säuren, die gebildeten Gase Kohlenstoffdioxid (CO2) und molekularer Wasserstoff (H2) blähen die Konservendosen auf (sogenannte Bombage). Auch andere Lebensmittel wie Käse können durch Gasbildung zerstört werden. Man spricht hier von der sogenannten Spätblähung. Auch aseptisch verpackte Getränkekartons mit Fruchtsaft oder Fruchtpulpe können durch Rekontamination oder bei hoher Sporenlast und unzureichender Pasteurisation von Bombagen betroffen sein.

### Medizinisch wichtige Clostridien-Arten
- Clostridium autoethanogenum[12][13]
- Clostridium botulinum, Erreger des Botulismus
- Clostridium chauvoei, Erreger von Rauschbrand bei Rind und Schaf
- Clostridioides difficile (gehört nicht mehr zur Gattung der Clostridien[1]), Erreger der durch Antibiotika induzierten Darmentzündung, der Pseudomembranösen Kolitis mit Durchfall. Bei den Erkrankten sind häufig Entero- und Cytotoxine nachweisbar
- Clostridium gigas, Erreger des Deutschen Bradsot (ebenfalls ein Gasbrand)
- Clostridium histolyticum, ein seltener und besonders gefährlicher Gasbranderreger
- Clostridium sordelii, verursacht gynäkologische Infektionen und dadurch Fehlgeburten[10] und ist ein weiterer seltener Gasbranderreger
- Clostridium perfringens, als Verursacher von Infektionen der Weichgewebe der klassische Gasbranderreger, der auch Lebensmittelvergiftungen sowie polymikrobiell intraabdominelle Infektionen und Bauchfellentzündung[10] verursacht
- Clostridium piliforme, Erreger der Tyzzer’s Disease, die insbesondere bei Nagetieren vorkommt
- Clostridium septicum, Erreger von Gasbrand bei Mensch und Tier und Labmagenpararauschbrand der Schafe; vor allem bei Immunsuppression Bakteriämien[10] verursachend.
- Clostridium novyi, Erreger des Deutschen Bradsot (ebenfalls ein Gasbrand)
- Clostridium tetani, Erreger des Wundstarrkrampfes (Tetanus)

### Virulenzfaktoren
Verschiedene Virulenzfaktoren kommen in Clostridien vor. Clostridium botulinum produziert das Botulinumtoxin, das bereits nach 30-minütiger Erhitzung bei 80 °C inaktiviert ist. Die unterschiedlichen Typen spalten hydrolytisch Proteine, die die Verschmelzung mit der synaptischen Membran vermitteln (Synaptobrevin, Syntaxin, SNAP-25). Das wiederum hemmt die Ausschüttung von Acetylcholin aus den Synapsen.
Clostridium tetani produziert das Tetanustoxin. Es wird beim Zerfall der Bakterienzelle freigesetzt. Synaptobrevin wird gespalten, und so wird die Freisetzung der inhibitorischen Neurotransmitter Glycin und GABA gehemmt (daher der Name Wundstarrkrampf).
Clostridium perfringens produziert unter anderem das Toxin-Alpha (= Lecithinase), das Zellmembranen zerstört, und es produziert Enterotoxine und porenbildende Toxine.
Clostridioides difficile produziert die Toxine A (Enterotoxin-Wirkung) und B (zytolytische Wirkung).
Die Kollagenasen der Clostridien machen einen weiteren Virulenzfaktor aus. Mit Hilfe dieses Enzyms können sich Clostridien durch den Abbau von Kollagen im Bindegewebe des Wirtsorganismus besonders rasch ausbreiten. Umgekehrt wird Kollagenase aus Clostridien zur Unterstützung der Wundheilung (Débridement) verwendet.

### Behandlung
Als Antibiotika zur Therapie von Infektionen mit Clostridium-Arten stehen Penicillin, kombiniert mit Clindamycin oder Metronidazol, sowie Ampicillin, Amoxicillin, Ampicillin-Sulbactam und Amoxicillin-Clavulansäure zur Verfügung.